# Neoselenaspidus aspidiotiformis
Neoselenaspidus aspidiotiformis är en insektsart som först beskrevs av Alfred Serge Balachowsky 1954.  Neoselenaspidus aspidiotiformis ingår i släktet Neoselenaspidus och familjen pansarsköldlöss.
Artens utbredningsområde är Franska Guyana. Inga underarter finns listade i Catalogue of Life.